# Грб Рјазањске области
Грб Рјазањске области је званични симбол једног од субјеката Руске федерације са статусом области — Рјазањске области. Грб је званично усвојен 6. августа 1997. године.

## Опис грба
У опису грба Рјазањске области каже се: У златном пољу кнез у зеленом, украшен златним копчама и у шубари од црног сануровог крзна, али у зеленој боји, са преко рамена пребаченим скарлетним огртачем и у скарлетним чизмама. Он у десној руци држи сребрни мач, а лијевом руком придржава црне корице украшене златним. Кафтан и огртач имају ивице од црног санура и златних копчи.
Штитоноше излазе из сребрног, иза златног штита са ликом кнеза. То су два коња у сребрној боји са златном гривом и црним копитама и скерлетним језицима. У подножју су снопови у облику златног класја увезаног скерлетном траком. 
Штит је положен на танки скарлетни огртач, извезен са златним концем по рубовима и обложен плаштом од хермалина са златним кабловима и ресама.
Грб је крунисан кнежевском круном посебног облика.